# Flávio Carneiro Rodrigues
Flávio Carneiro Rodrigues (São João del-Rei, 15 de fevereiro de 1932 – São João del-Rei, 8 de janeiro de 2023) foi um padre católico, escritor e professor brasileiro especializado em Línguas Clássicas (latim e grego) e na história da Arquidiocese de Mariana.

## Trajetória
Flávio foi ordenado no Seminário Maior de São José de Mariana em 1959, atuando como capelão em várias igrejas da Arquidiocese de Mariana e pároco da Igreja de Nossa Senhora da Glória de Passagem de Mariana, de 1959 a 2004. 
Estudou Filosofia e Teologia no Seminário Maior de São José de Mariana, além de história, letras e pedagogia na Universidade Federal de Ouro Preto. Fluente em latim e grego antigo, foi professor em diversas instituições de Mariana, como a Escola Estadual Dom Silvério (onde ensinou língua portuguesa e história por 20 anos), o próprio Seminário Maior de São José (onde lecionou grego, latim e língua portuguesa por 38 anos), e o Instituto de Ciências Humanas e Sociais da UFOP, onde ministrou os cursos de grego, latim, língua portuguesa e etimologia por 19 anos. 
Atuou na Cúria de Mariana como tesoureiro (1956-1990) e como diretor do Arquivo Eclesiástico da Arquidiocese de Mariana, além de diretor do Museu da Música de Mariana (de 1973 a 1996),  de cuja fundação participou, juntamente com a professora Maria da Conceição de Rezende Fonseca, a serviço do arcebispo Dom Oscar de Oliveira, o idealizador dessa instituição. 
É membro da Academia de Letras do Brasil de Mariana (ALB-Mariana) desde 27 de fevereiro de 2010, além de membro correspondente do Instituto Histórico e Geográfico de Minas Gerais (Belo Horizonte) e membro da Academia Sanjoanense de Letras (São João del-Rei).

## Produção e atuação
Autor de vários artigos históricos e de livros sobre pastorais e relatórios setecentistas da Arquidiocese de Mariana, com destaque para O copiador de Dom Frei Manoel da Cruz, em coautoria com Maria José Ferro de Souza (2007) e para a série de Visitas Pastorais do Século XVIII no Bispado de Mariana. 
Em quase 60 anos de trabalho na Cúria de Mariana, dirigiu vários projetos de conservação, restauração e ampliação do acesso à documentação do Arquivo Eclesiástico da Arquidiocese de Mariana, um dos mais significativos arquivos referentes à Igreja e à sociedade da região nos séculos XVIII e XIX. Foi também responsável, junto aos arcebispos Dom Oscar de Oliveira e Dom Luciano Mendes de Almeida, por várias ações semelhantes voltadas ao Museu da Música de Mariana, que contribuíram significativamente para sua conservação, acesso e divulgação: desde sua fundação em 1973, passando pelo translado para a residência arquiepiscopal em 1988 e culminando na celebração do projeto de reorganização e catalogação financiado pela Petrobras e gerenciado pelo Santa Rosa Bureau Cultural (2001-2003), que resultou na modernização do seu condicionamento e na elaboração do seu catálogo.

## Obras publicadas
- s.d.: RODRIGUES, Mons. Flávio Carneiro. Hylemorfismo Aristotélico, repensado por Sto. Tomás.

- 1976: RODRIGUES, Mons. Flávio Carneiro. O Semeador. Revista Rua Direita.

- 1981: RODRIGUES, Mons. Flávio Carneiro. O último dia em que o órgáo da Sé funcionou: memórias do "Mestre Vicente". O Arquidiocesano, Mariana, ano 22, n.1.112, p.3, 4 jan. 1981.
- 1985: RODRIGUES, Flávio Carneiro. Arquivo Eclesiástico da Arquidiocese de Mariana (AEAM). O Arquidiocesano, Mariana, ano 27, n.1.367, p.2-3, 24 nov. 1985.

- 1989: RODRIGUES, Mons. Flávio Carneiro. Etimologia, Ciência Esquecida.

- 1998: MONTEIRO, Maurício; RODRIGUES, Mons. Flávio Carneiro. A Encíclica Annus qui de Benedito XIV e a música no ocidente cristão: um ensaio preliminar. São Paulo: Sociedade Brasileira de Musicologia. 60p. (Publicação especial n.2)

- 1998: RODRIGUES, Mons. Flávio Carneiro. As Visitas Pastorais do século XVIII no Bispado de Mariana. Mariana: Cúria Metropolitana. 190p. (Cadernos Históricos do Arquivo Eclesiástico da Arquidiocese de Mariana, v.1)

- 2004: RODRIGUES, Mons. Flávio Carneiro. Segunda coletânea das Visitas Pastorais do século XVIII no Bispado de Mariana. Mariana: Cúria Metropolitana. 188p. (Cadernos Históricos do Arquivo Eclesiástico da Arquidiocese de Mariana, v.2)

- 2005: RODRIGUES, Mons. Flávio Carneiro. Os relatórios decenais dos Bispos de Mariana enviados à Santa Sé: visitas ad limina. Mariana: Cúria Metropolitana. 171p. (Cadernos Históricos do Arquivo Eclesiástico da Arquidiocese de Mariana, v.3)

- 2005: RODRIGUES, Mons. Flávio Carneiro. Os dois relatórios decenais (visitas ad limina) de Dom Antônio Ferreira Viçoso 1853-1866. Mariana: Cúria Metropolitana. 165p. (Cadernos Históricos do Arquivo Eclesiástico da Arquidiocese de Mariana, v.4)

- 2008: RODRIGUES, Mons. Flávio Carneiro; SOUZA, Maria José Ferro (orgs.). O Copiador de Dom Frei Manoel da Cruz Sexto Bispo do Maranhão (1738-1745) Primeiro Bispo de Mariana (1745-1764). Mariana: Cúria Metropolitana. 615p. (Cadernos Históricos do Arquivo Eclesiástico da Arquidiocese de Mariana, v.5)

- 2010: RODRIGUES, Mons. Flávio Carneiro; ASSUNÇÃO, Luciana Viana. As Visitas Pastorais de Dom Frei Cypriano de São José 5º Bispo de Mariana (1798-1817). Mariana: Cúria Metropolitana. 103p. (Cadernos Históricos do Arquivo Eclesiástico da Arquidiocese de Mariana, v.6)

- 2012: RODRIGUES, Mons. Flávio Carneiro. O báculo e a mitra de Dom Oscar de Oliveira 11º Bispo de Mariana (1960-1988). Mariana: Cúria Metropolitana. 116p. (Cadernos Históricos do Arquivo Eclesiástico da Arquidiocese de Mariana, v.7)